# Knipeflågsbergens naturreservat
Knipeflågsbergen är ett naturreservat i Partille socken i Partille kommun i Västergötland
Reservatet är skyddat sedan 1989 och omfattar 405 hektar. Det är beläget i sydvästra delen av Partille kommun och gränsar till naturreservatet Delsjöområdet i Göteborgs kommun. Det utgörs av en vidsträckt urbergsplatå som når upp till 140 meter över havets nivå. Bergsryggar i nord-sydliga dominerar landskapet. Det finns även ett system med sprickdalar inom området. Sjöar inom reservatet är Blacktjärnen och Odenssvaletjärnen.
I övrigt finns det i området hällmarker, lövskogar, myrar, sumpskogar och barrskog. Antalet växtarter är något begränsat men granspira och klockgentiana kan nämnas.
Namnet Knipeflågsbergen eller den äldre varianten Knipeflogsbergen har förmodligen sitt ursprung i gammelsvenskan. Ordet kneipp eller som vissa dialekter idag säger knäpp eller knäppen betyder själva toppen på en hög eller brant kulle. Flåg eller äldre stavat Flog (i vissa trakter, bygdemålsfärgat) brant berg- eller klippvägg. (https://www.saob.se/artikel/?unik=F_0663-0395.MAE8)

## Bilder

Knipeflågsbergens naturreservat
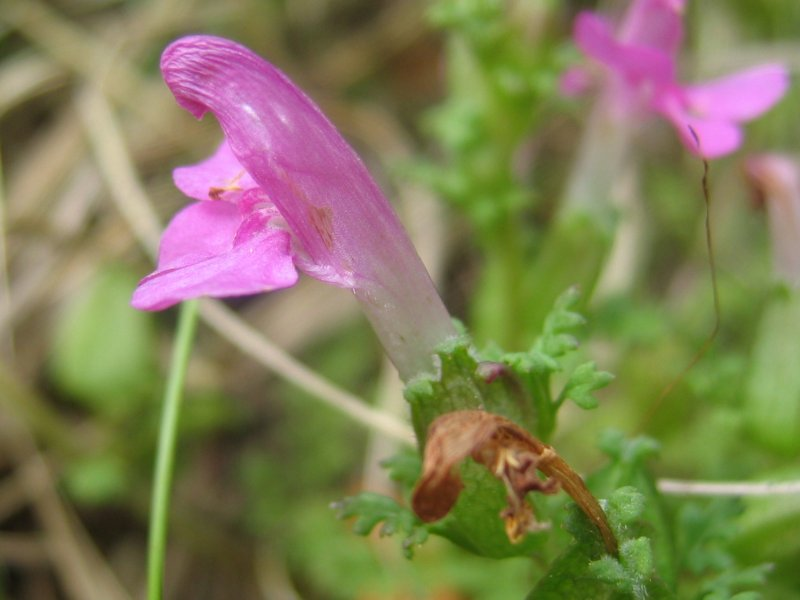
Granspira.
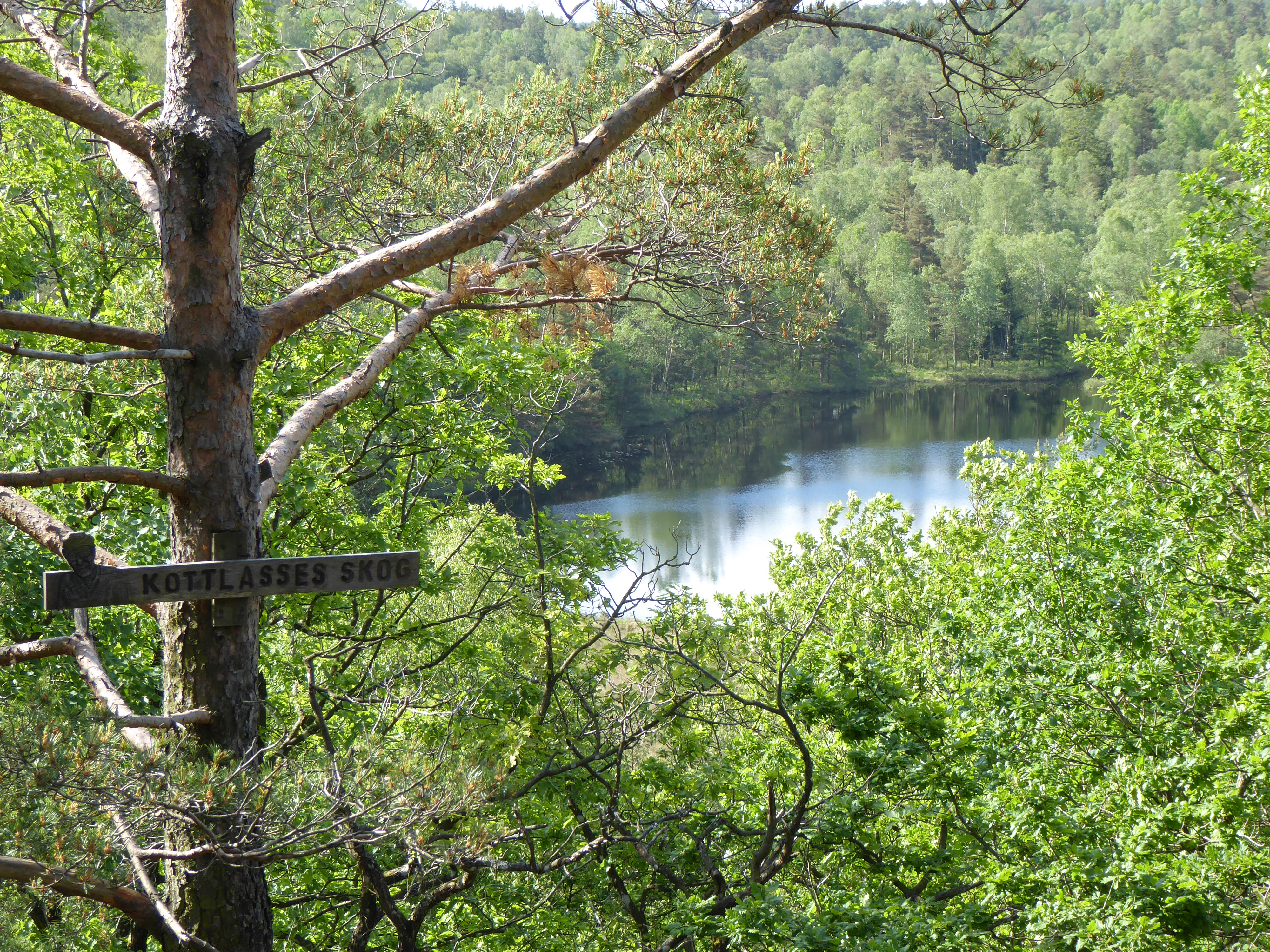
Lilla Björketjärnen sedd från utsiktspunkten Kottlasses skog på Knipeflågsryggens S spets den 6 juni 2020.
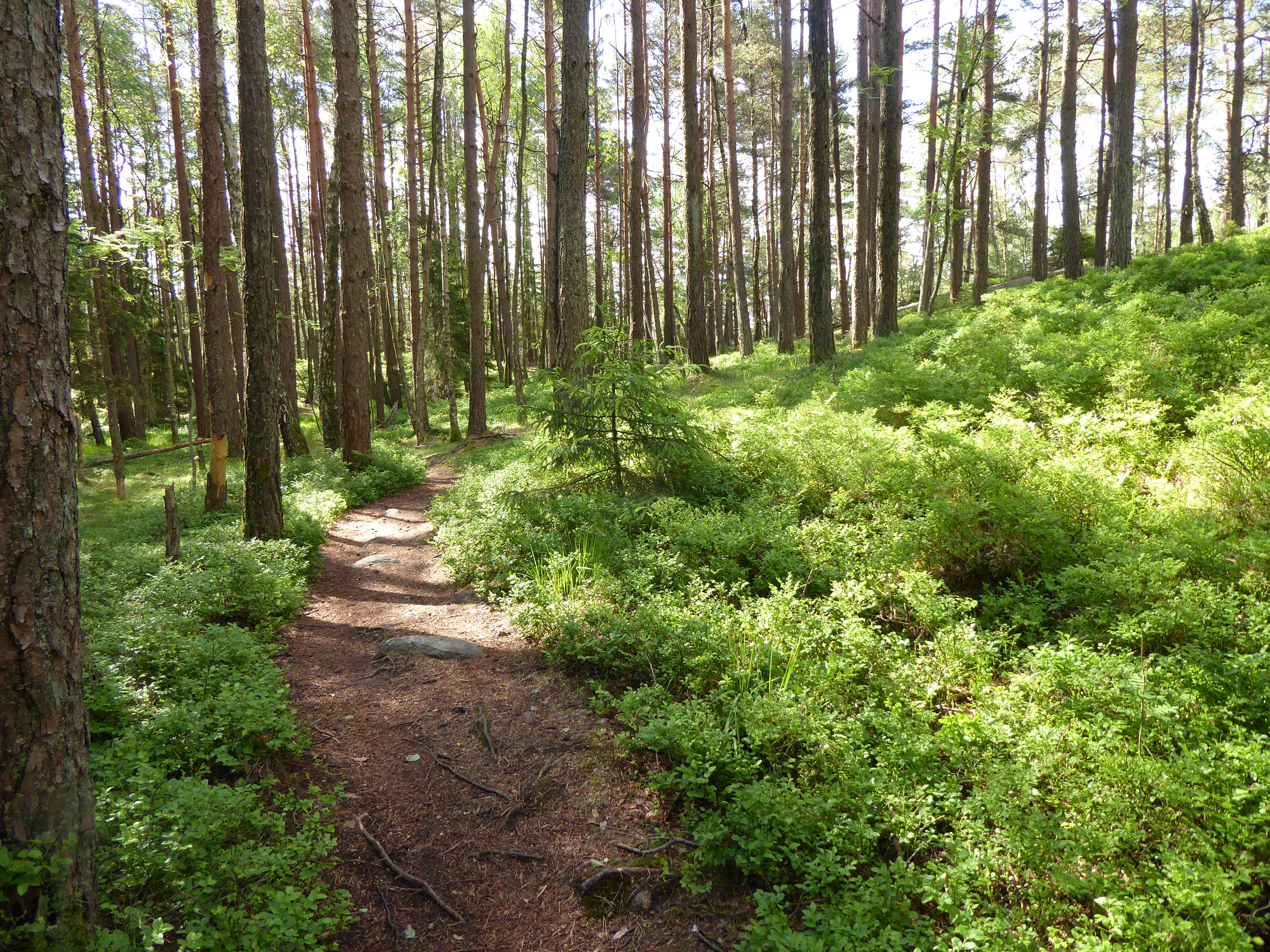
Skogsstig SE om Lilla Björketjärnen den 6 juni 2020.
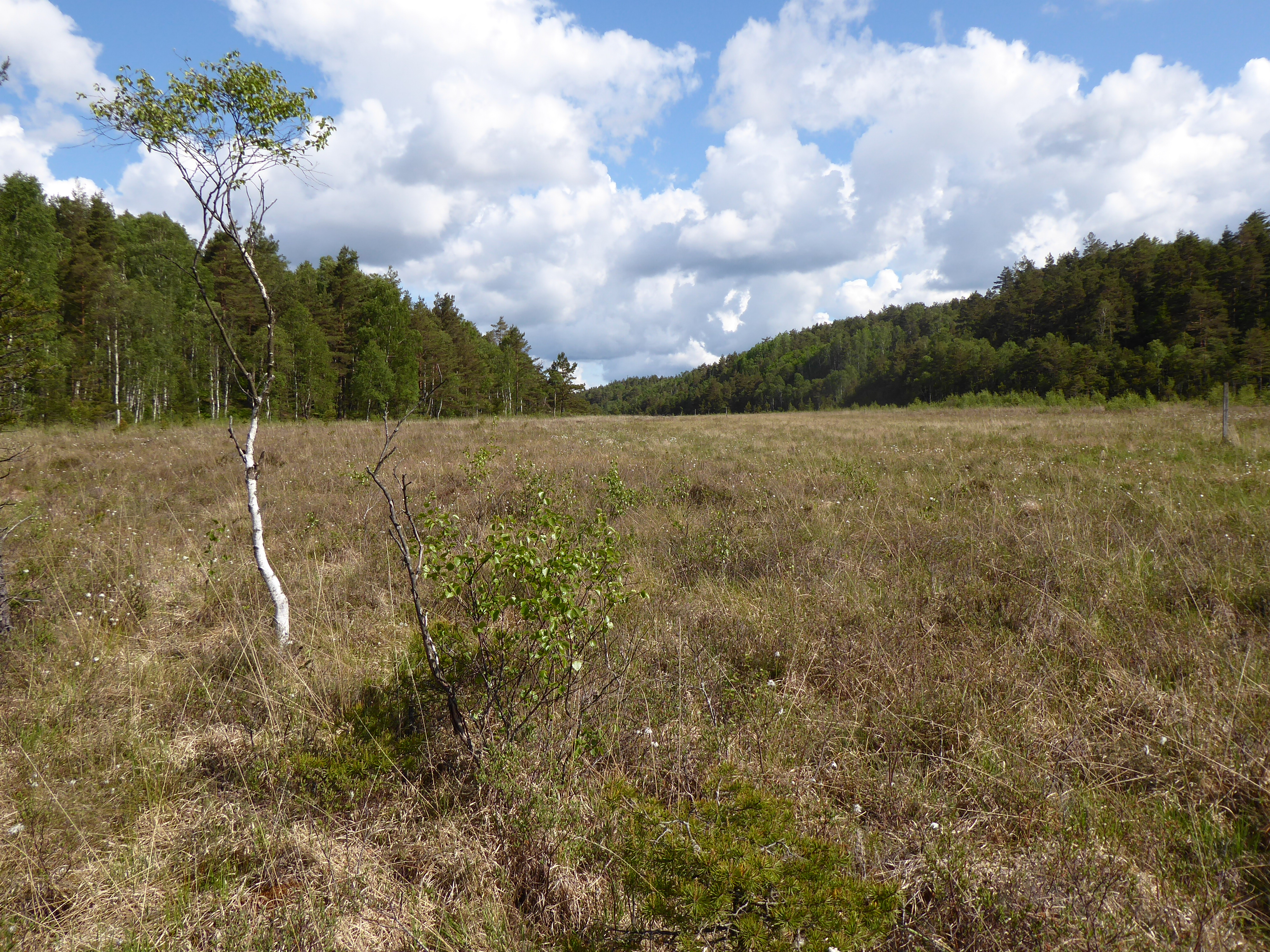
Ugglemossen vy mot N från spången i S den 6 juni 2020.
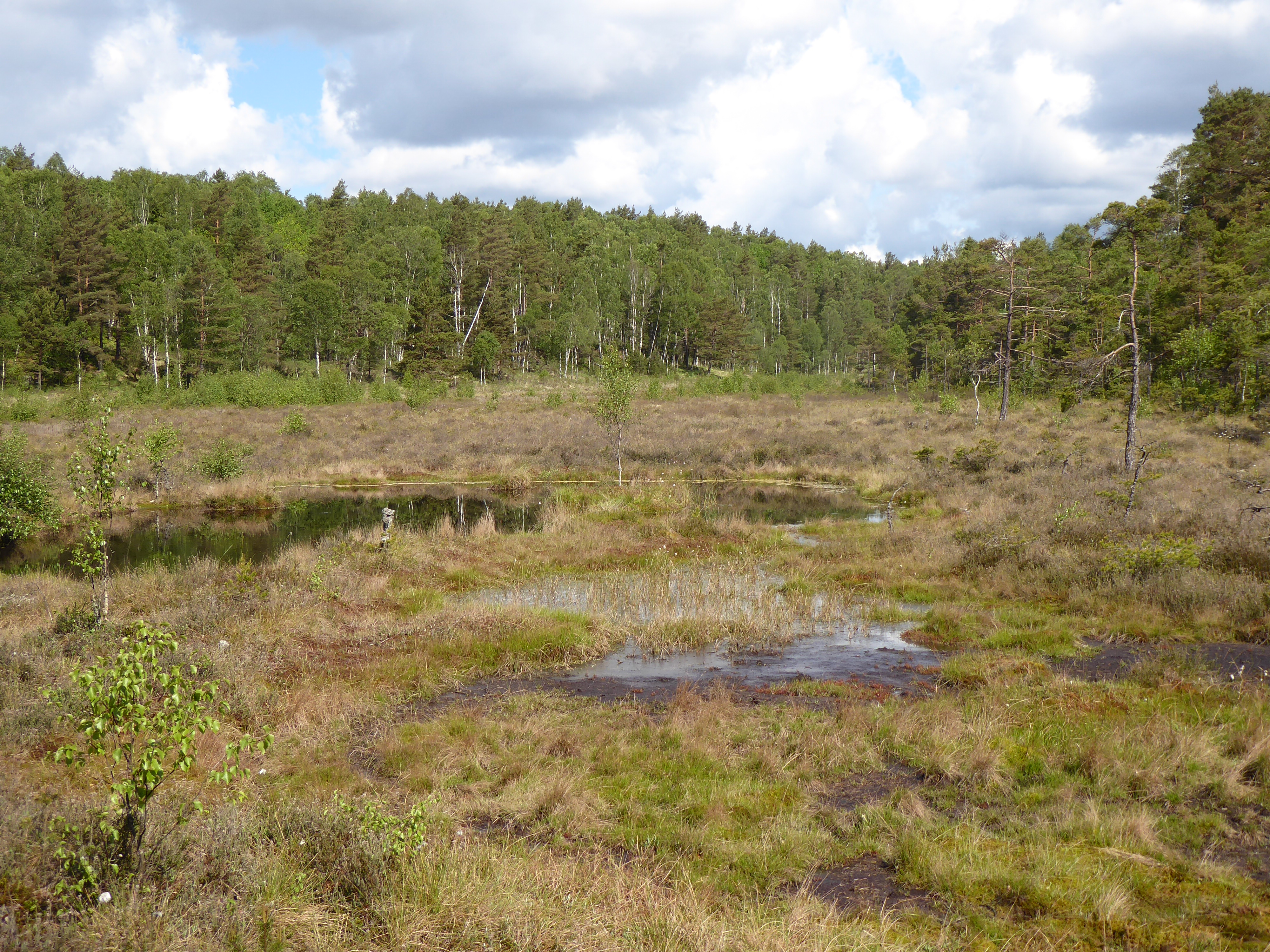
Ugglemossen vy mot NW från spången i S den 6 juni 2020.
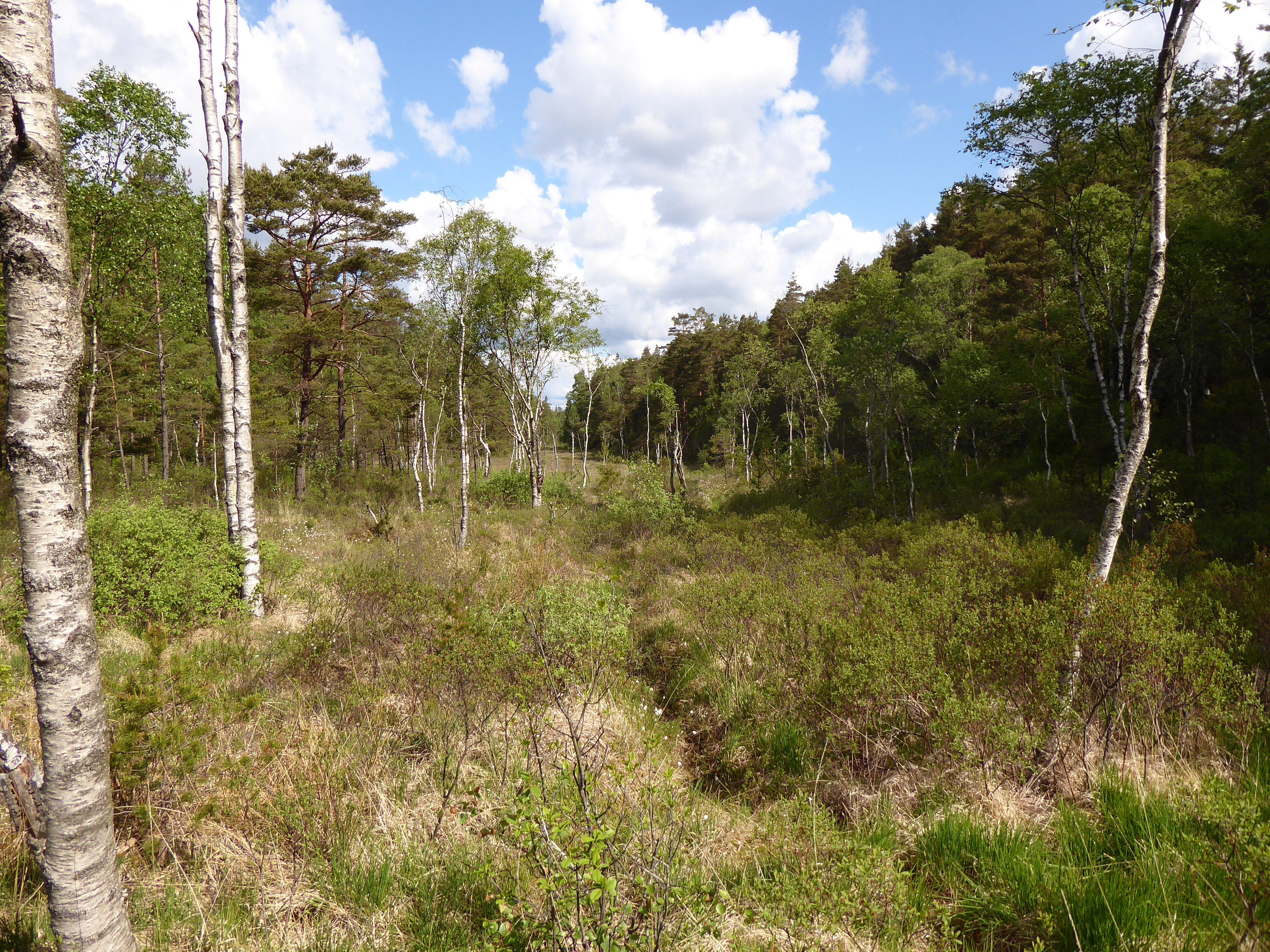
Ugglemossen riktning S från spången i N den 6 juni 2020.
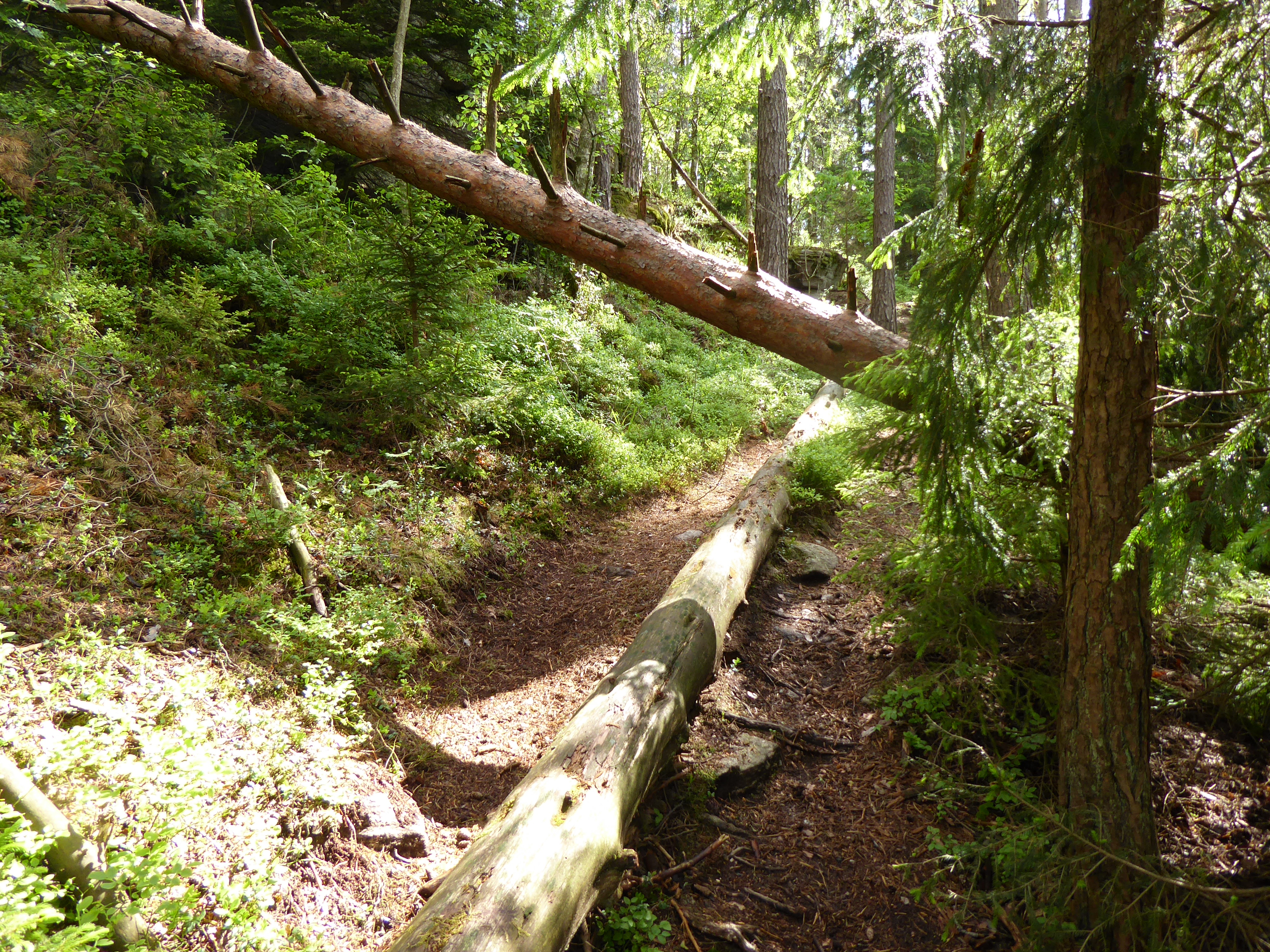
Skogsstig W om Partille Golfklubb den 6 juni 2020.
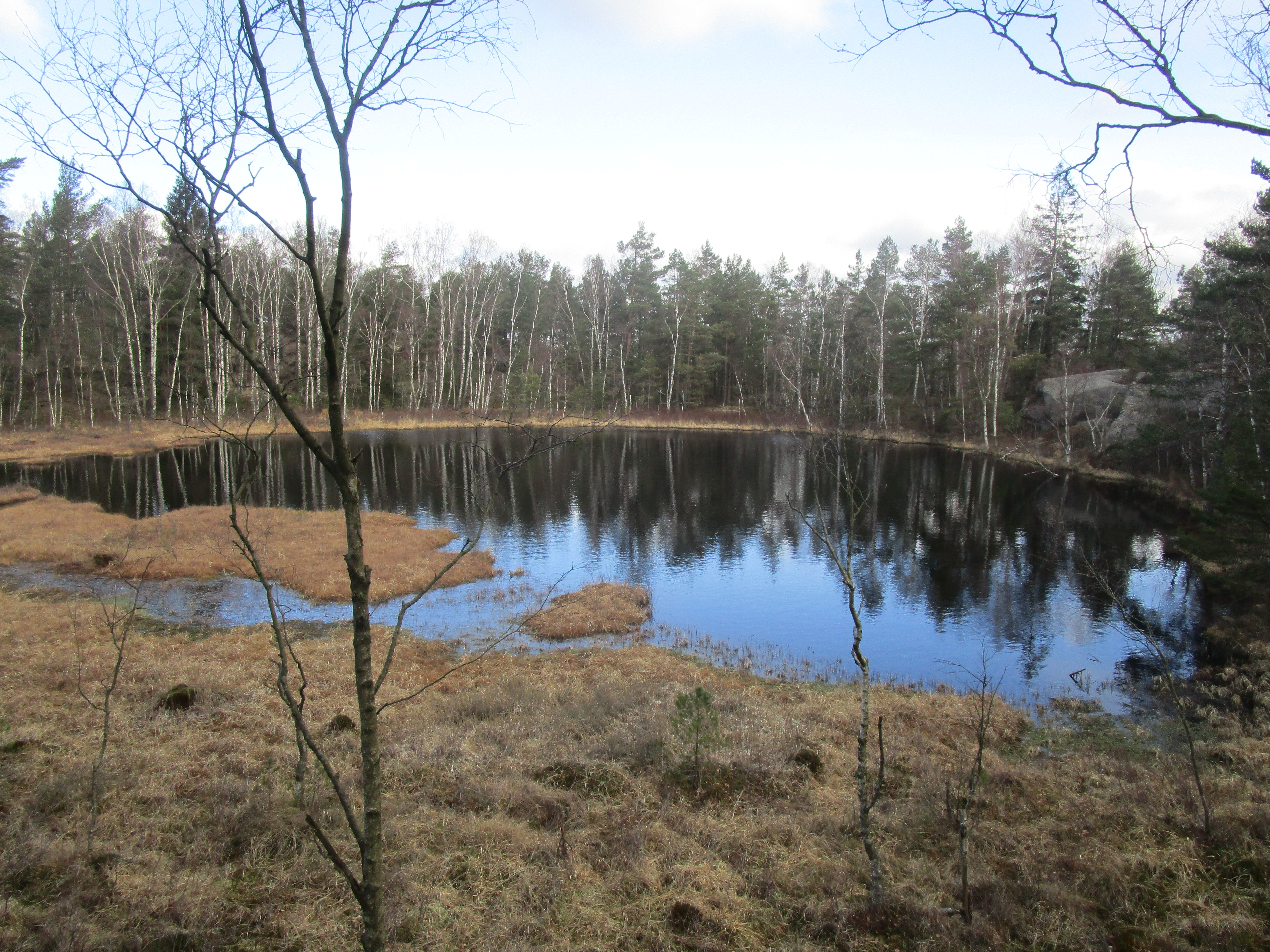
Rambergstjärn från NE-änden 31 mars 2020